# Wijken en buurten in Binnenmaas
De Nederlandse gemeente Binnenmaas is voor statistische doeleinden onderverdeeld in wijken en buurten. De gemeente is verdeeld in de volgende statistische wijken:
- Wijk 00 Heinenoord (CBS-wijkcode:058500)
- Wijk 01 Mijnsheerenland (CBS-wijkcode:058501)
- Wijk 02 Westmaas (CBS-wijkcode:058502)
- Wijk 03 Maasdam (CBS-wijkcode:058503)
- Wijk 04 Puttershoek (CBS-wijkcode:058504)
- Wijk 05 's-Gravendeel (CBS-wijkcode:058505)

Een statistische wijk kan bestaan uit meerdere buurten. Onderstaande tabel geeft de buurtindeling met kentallen volgens het Centraal Bureau voor de Statistiek (2008):
| CBS-buurtcode | Buurtnaam                                      | Inwonertal | Opp. totaal (ha) | Opp. land (ha) | Ligging                |
| ------------- | ---------------------------------------------- | ---------- | ---------------- | -------------- | ---------------------- |
| BU05850000    | Heinenoord                                     | 610        | 43               | 42             | Locatie in de gemeente |
| BU05850001    | Goidschalxoord                                 | 200        | 35               | 34             | Locatie in de gemeente |
| BU05850002    | Blaak                                          | 630        | 71               | 71             | Locatie in de gemeente |
| BU05850003    | Uitbreiding Dorp Heinenoord                    | 1640       | 32               | 32             | Locatie in de gemeente |
| BU05850004    | Uitbreiding Dorp na 1971                       | 0          | 13               | 13             | Locatie in de gemeente |
| BU05850009    | Verspreide huizen Heinenoord                   | 240        | 1424             | 1236           | Locatie in de gemeente |
| BU05850100    | Mijnsheerenland                                | 1690       | 102              | 88             | Locatie in de gemeente |
| BU05850101    | Westdijk                                       | 250        | 92               | 92             | Locatie in de gemeente |
| BU05850102    | Stougjesdijk (gedeeltelijk)                    | 130        | 70               | 69             | Locatie in de gemeente |
| BU05850103    | Blaaksedijk (gedeeltelijk)                     | 150        | 118              | 118            | Locatie in de gemeente |
| BU05850104    | Uitbreiding Dorp                               | 1900       | 58               | 44             | Locatie in de gemeente |
| BU05850108    | Verspreide huizen Westmaas-Nieuwlandse polder  | 130        | 353              | 347            | Locatie in de gemeente |
| BU05850109    | Verspreide huizen Moerkerken                   | 180        | 803              | 780            | Locatie in de gemeente |
| BU05850200    | Westmaas                                       | 1760       | 72               | 70             | Locatie in de gemeente |
| BU05850201    | Greup                                          | 130        | 175              | 174            | Locatie in de gemeente |
| BU05850202    | Grote Riethure                                 | 70         | 11               | 4              | Locatie in de gemeente |
| BU05850208    | Verspreide huizen polder Munnikenland          | 40         | 211              | 169            | Locatie in de gemeente |
| BU05850209    | Verspreide huizen in het Westen                | 20         | 265              | 265            | Locatie in de gemeente |
| BU05850300    | Maasdam                                        | 590        | 49               | 30             | Locatie in de gemeente |
| BU05850301    | Cillaarshoek (gedeeltelijk)                    | 100        | 16               | 16             | Locatie in de gemeente |
| BU05850302    | Sint Anthoniepolder                            | 120        | 94               | 66             | Locatie in de gemeente |
| BU05850303    | Maasdam nieuwbouw                              | 1810       | 57               | 55             | Locatie in de gemeente |
| BU05850304    | Bungalow plan                                  | 210        | 28               | 21             | Locatie in de gemeente |
| BU05850307    | Bedrijfsterreinen                              | 0          | 11               | 11             | Locatie in de gemeente |
| BU05850309    | Verspreide huizen Maasdam                      | 450        | 768              | 747            | Locatie in de gemeente |
| BU05850400    | Bebouwde Kom, oud gedeelte                     | 610        | 71               | 56             | Locatie in de gemeente |
| BU05850401    | Rustenburgstraat (gedeeltelijk)                | 70         | 20               | 17             | Locatie in de gemeente |
| BU05850402    | Bebouwde Kom Plan Dorp                         | 3970       | 75               | 75             | Locatie in de gemeente |
| BU05850403    | Bebouwde Kom Plan Oudeland                     | 650        | 16               | 16             | Locatie in de gemeente |
| BU05850405    | Plan De Grienden                               | 1140       | 26               | 26             | Locatie in de gemeente |
| BU05850406    | Plan Zijdewinde                                | 250        | 12               | 5              | Locatie in de gemeente |
| BU05850408    | Verspreide huizen in het Zuidoosten            | 20         | 191              | 170            | Locatie in de gemeente |
| BU05850409    | Suikerfabriek en verspreide huizen Noordwesten | 0          | 109              | 67             | Locatie in de gemeente |
| BU05850500    | 's-Gravendeel                                  | 3300       | 118              | 100            | Locatie in de gemeente |
| BU05850501    | Boendersweg-Strijensedijk (gedeeltelijk)       | 190        | 56               | 56             | Locatie in de gemeente |
| BU05850502    | Nieuw Bonaventura                              | 3460       | 55               | 55             | Locatie in de gemeente |
| BU05850503    | Schenkeldijk                                   | 500        | 41               | 41             | Locatie in de gemeente |
| BU05850504    | Mijlpolder                                     | 80         | 159              | 155            | Locatie in de gemeente |
| BU05850505    | Groot en Klein Koninkrijk                      | 0          | 185              | 121            | Locatie in de gemeente |
| BU05850506    | Schuilingen                                    | 1020       | 66               | 66             | Locatie in de gemeente |
| BU05850509    | Verspreide huizen 's-Gravendeel                | 480        | 1389             | 1291           | Locatie in de gemeente |